# Ващенко Віктор Петрович
Віктор Петрович Ващенко (22 жовтня 1929 — 21 лютого 2003) — історик, завідувач кафедри історії України (1990–1999 рр.) та декан історичного факультету (1984–1994 рр.) Одеський національний університет імені І. І. Мечникова, дослідник соціально-економічної історії України першої половини XIX ст.

## Життєпис
Народився 22 жовтня 1929 р. у селі Велика Олександрівка Великоолександрівського району Херсонської області. Закінчив історичний факультет Одеський національний університет імені І. І. Мечникова; у 1954–1957 рр. — перебував аспірантурі, працював викладачем на історичному та юридичному факультету; 1972–1980 рр. — завідувач кафедри історії УРСР (до її реорганізації);. У 1984–1994 р. — декан історичного факультету (замінив на цій посаді Заїру Першину); у 1990–1999 рр. — завідувач кафедри історії України; у 1999 р. — 2003 рр. — професор кафедри історії України Одеського національного університету імені І. І. Мечникова. Як завідувач В. Ващенко керував процесом відродження кафедри історії України Одеського національного університету імені І. І. Мечникова, що стала базовою кафедрою історії України в Одесі.

## Науковий доробок
Дослідження соціально-економічного розвитку Південної України дореформеного періоду розпочаті В. П. Ващенком у 1950-ті рр. втілилися у написання кандидатської дисертації «Розвиток капіталістичної промисловості і торгівлі в містах Півдня України в дореформений період (кінець XVIII — 1861 р.)», що була захищена в Одесі 1972 р. (науковий керівник — Самсон Ковбасюк, учень академіка М. Є. Слабченка, офіційні опоненти — відомі історики Саул Боровой та Ігор Слабєєв). При написанні дисертації (її обсяг склав 320 сторінок тексту) В.Ващенко залучив значний масив документальних джерел з архівних установ Ленінграду, Одеси, Херсону, Миколаєва та ін. Базуючись на них В. Ващенко ввів до наукового обігу унікальні факти з історії розвитку економіки краю.
В. П. Ващенко — автор близько 100 наукових праць, значна частина яких присвячена історії та історіографії соціально-економічного розвитку України кінця XVIII — першої половини XIX ст. Для колективної праці «Історія Одеси» (під редакцією В. Н. Станко) В. П. Ващенко написав три перших параграфи III розділу «Десятиріччя бурхливого розвитку (1800–1861)»: «Економічний розвиток міста»; «Населення»; «Міське управління і господарство», що містили чимало нових фактів з історії міста.

### Наукові публікації
- Розвиток капіталістичної промисловості в містах півдня України в дореформений період (1800—1861 рр.) // Праці Одеського державного університету. Т. 148. Збірник молодих учених університету. — Вип. 1. — Одеса, 1958.
- Советская историография о социально-экономическом развитии Украины в период феодализма. Учебное пособие. — Одесса, 1982.
- Розвиток гужового транспорту в містах Південної України наприкінці XVIII — першої половини XIX в. // Записки історичного факультету. — Вип.2. — Одеса, 1996.
- Ввіз капіталів в промисловість Південної України наприкінці XVIII — на початку XIX ст.// Записки історичного факультету. — 1997. — Вип. 6.
- Вплив Всеросійського та зовнішніх ринків на розвиток водного транспорту в Південній Україні в дореформений період // Записки історичного факультету. — 1999. — Вип. 9.
- Десятиріччя бурхливого розвитку // Історія Одеси. — Одеса, 2002.
- Роль Півдня в процесі інтеграції економіки українських земель в дореформений період // Записки історичного факультету. — Одеса, 2002. — Вип. 12.
- Підприємці у харчовій промисловості Одеси дореформеного періоду // Записки історичного факультету. — Одеса, 2003. — Вип. 14.